# الديانة في العصر الحجري الحديث في بلاد الشام
كانت البدايات الأولى لظهور الفكر الديني عند الأنسان منذ العصر الحجري الأوسط 100.000 قبل الميلاد، على يد إنسان نياندرتال الذي اكتشف النار والتي يعتقد أن الأنسان قد عبدها باعتبارها أحد عناصر الطبيعة بحيث أن الأنسان استفاد منها في الحماية والدفء والطهي، فلقد تعددت أنواع المواقد النارية التي استخدامها وأحجامها والتي منها ما دخل في العبادات الدينية أو في الاستخدامات اليومية (الحوراني 1998: 10- 11).
و تم الكشف موقع وادي فلاح عن مواقد لنار مشيدة وتكون محفورة في الأرض وقد تم بناء جدران تحيطها من الحجارة أو من الطين المحروق وتم العثور على موقد في مناطق متعددة داخل المسكن (أبو غنيمة 2004: 207)، والموقد كان عبارة عن حفر لا يزيد قطر الموقد الواحد عن متر (أبو غنيمة 2004: 206)، وفي موقع عين ملاحة شيدت المواقد داخل المنطقة السكنية والموقد كان عبارة عن حفر لا يزيد قطر الموقد الواحد عن متر (أبو غنيمة 2004: 206)، عثر على مواقد في مناطق متعددة من المسكن (أبو غنيمة 2004: 207)، وفي موقع ظهرة الذراع عثر على موقد للنار وسط البيت (محيسن2001: 211).
و يعتقد العلماء أيضا أن الأنسان قد عبد الحيوانات وذلك لأن الحيوان هو الكائن الحي الذي ينافسه على لقمة العيش وعلى خيرات الطبيعة، فكان لأبد من السيطرة عليه والتحكم به وتدجينه وعبادته، وبعد أن سيطر الأنسان على النار استخدامها لإخافة الحيوانات والسيطرة عليها، فعبد الأنسان الحيوانات خوفا منها ومن القوة التي امتلكتها والتي تفوق القوة البشرية، أو حتى طمعا في لحمها وجلدها وركوها واستخدامها في الزراعة، ومن الحيوانات التي عبدها الغزال والثور والماعز والأفعى التي تحمل رموز جنائزية والطيور الجارحة (الحوراني 1998: 12- 16).
أما عبادة الربة الأم فقد كان لها شكلا خاص باعتبارها أحد أهم الرموز للخصب والأمومة والتكاثر البشري واستمرارية الحياة، وكانت البدايات الأولى بالاهتمام بالمرأة منذ العصر الحجري القديم عن طريق مجموعة من الدمى والتي مثلت (فينوس)، كما وظهرت على جدران الكهوف في أوروبا كرسوم تصويرية، وجاءت التماثيل الأولى للمرأة بشكل منفصل لأعضاء الأنثوية، أما الذكر فلم يحظى بالاهتمام التي حظيت به المرأة، ومع ذلك فقد تم العثور على أعضاء ذكرية في منطقة يورنو والتي يعتقد بأنها الألعاب ليس إلا (الحوراني 1998: 17).
أما فيما يسمى بعبادة الأسلاف أو الأجداد (عبادة الجماجم)، على اعتبار أن هذ العبادة تعنى بعبادة الأسلاف القائمة على الخوف من الأنسان الحي على اعتباره أنه مصدر السيطرة السياسية، أما الخوف من الميت فهو مصدر للسيطرة الدينية، فقد تم طلي الجماجم بالجص وأحيانا بالأسفلت التي ظهرت في أريحا (الحوراني 1998: 17 -18)، وكان الهدف الذي رمت إليه عبادة الأسلاف إلى التجمع والتماسك حول مركز روحي معين وذلك باعتبار أرواح الموتى المقدسة (كوفان 1988: 75).

## أنواع العبادات
حيث اعتمد الأنسان على الطبيعة بشكل واضح ترتب عليه مجموعة من الأمور التي لعبت دورا في الفكر الإنساني وخاصة الديني.
1.	النار.
2.	الحيوانات.
3.	المرأة.
4.	الأسلاف أو الأجداد.

## الموت
استكمل الحديث هنا عن الموت وما ترتب عليه كونه أحد أهم التطورات الفكرية التي وصل إليها الأنسان واستوعبها مع الزمن، فقد كان للموت قدسية خاصة ومميز، فبعد أن كان الأنسان يترك بعد موته أصبح لموته أهمية ة وطقوس جنائزية يتقيم من خلالها.
فقد كان أنسان النياتدرال هو أول من دفن موتاه، وهذا أنما دليل على تكريم الأنسان للأنسان، وتم المرفقات الجنائزية معه كالسكاكين والأدوات الصوانية والحجرية وأدوات الزينة والعظم المصنع (الحوراني 1998: 19)، باعتقاد أن الأنسان يؤمن بالحياة ما بعد الموت (البعث)، وهذا يظهر واضحا في الحضارة المصرية من العدد والكم الهائل من المرفقات الجنائزية التي ترافق الموتى إلى الحياة الأخرى.
أما بالنسبة لأمثلة الحية على طرق الدفن التي مارسها الأنسان القديم، ما قد تم الكشف عنه في مغارة السخول في فلسطين، حيث تم العثور على هياكل عظمية مدفونة بوضعية القرفصاء (الحوراني 1998: 19)، كما ويظهر في موقع شانيدار في العراق أشخاص مدفنيين مع أحاطتهم بالزهور، وأيضا عثر على هيكل بشري لشخص لديه أعاقة منذ الولادة ولكن تم الاهتمام به ودفنه بطريقة حضارية وأضافة الزهور عليه (الحوراني 1998: 20).

## وسائل العبادة
بمعنى ما هي الوسائل التي اتبعها الأنسان للتقرب من الألهة؟؟
1.	السحر.
2.	القرابين التي تقدم للألهة.
السحر على اعتبار أن أحد الوسائل المستخدمة في العبادة، ولسحر عالمه الخاص والواسع، فيعتقد العلماء أن السحر هو ممارسات عقائدية والتي لم تحدث عن طريق القوى الخارقة أو الوحي ولكنه يعود إلى أنظمة لاهوتيه ابتكرها عقل الأنسان دون مساعدة القوى الخارقة أو الوحى، فالسحر هو نظام عقائدي وطقسي يهدف إلى شفاء المرضى أو والنتاج الكثر في الزراعة ونزول المطار والحد من الكوارث الطبيعية ومحاولة معرفة أحداث مستقبلية (الحوراني 1998: 22- 23).
و لكن يجب اتباع مجموعة من الطقوس التي لها علاقة مباشر بالممارسات السحرية، فوجد الأوسطاء الذين يتوصلون مع الأرواح والقوى الخارقة ممارسين مجموعة من الطقوس التي تتضمن حركات ورقصات وكلمات وكتابات أن وجدت والتمائم والتعويذات بالعادة كانت النساء هن من يقمن بهذا النوع من الوسائل.
مما يجسد هذا الاعتقاد اللوحة الجدارية في كوغول في أسبانيا والتي تظهر مجموعة من النساء يقمن بحركات ورقصات دينية ذات طابع سحري، وقد تم التركيز على مظاهر الخصوبة لدى المرأة والأعضاء الجنسية، وتم الرمز للرجل بالثور وللمرأة بالفرس كرموز حيوانية لدلالة على هيئات بشرية.
القرابيين:
قدم الأنسان القديم القرابيين للألهة خوفا منها وشكرا لها وهذه العادة كانت سائد عند الأنسان القديم، وحتى اليوم ولكن بالمفهوم الأرقى، ففي الدين الإسلامي يتم الذبح الأكباش في الأعياد والنذور وذلك تقليدا ل إبراهيم.
القرابيين قسمين:
1.	القسم الأول القرابيين الموسمية: وهي القرابيين التي تقدم في مواسم الصيد والتكاثر والحصاد والزراعة والأمطار والحروب.
2.	القسم الثاني القرابيين الشخصية: وهي القرابيين التي تقدم في حالات المرض والعقم والزواج والطلبات الشخصية من الألهة والأماني وغيرها من الأمور الأخرى.
```
أنواع القرابيين:
```

1. القرابيين البشرية: الفتيات الجميلات، والأطفال.
2.	الحيوانات كالثيران والغزلان.
3.	القرابيين المادية كالهدايا من الذهب والفضة.
4.	المحاصيل الزراعية.
5.	الدمى الطينية أو الحجرية الصغيرة.
و كان الهدف من تقديم هذه القرابيين:
1. وسيلة اتصال مع أرواح الأجداد والأنسان.
2.	روح الميت مرتبطة مع روح مايتم ذبحه.
3.	تعتبر القرابيين وسيلة تقرب من الألهة والقوى الخارقة ذات العلاقة بالمعتقد السحري. (الحوراني 1998: 25).
و غيرها من القرابيين، ولكن عادة التي يقومون بها بعد ذبح القربان والذي يتم ذبحه ضمن طقوس دينية خاصة يتم صب الدماء على النصب الألهة، وقد بقيت هذه العادات قائمة منذ البدايات الأولى للفكر الديني وحتى الفترات حديثة.

## المباني الدينية
تعد العمارة تعبيرا عن الأفكار الفلسفية والعلاقات الاجتماعية، إلا أنها عادة تتأثر بشكل مباشر بالعوامل البيئية والطبيعية، ويمكن إطلاق هذا المصطلح (المباني الدينية) على المباني التي لها ارتباط عقائدي أو ديني، أو أنها تحمل صفات دينية، ولكن باعتقادي أن هذه المباني نادرة وقليلة كون الكتابة مفقودة في العصر الحجري الحديث، وحتى وأن كانت هنالك أشارات رمزية إلى وجود المعبد (المبنى الديني).

## فلسطين
معبدأريحا 

رسم تخيلي لمعبد أريحا والذي يؤرخ إلى العصر الحجري الحديث ما قبل الفخاري "ب"

مخطط معبد أو بناء ديني من العصر الحجري الحديث ما قبل الفخاري "ب"

تم العثور على أول معبد ذات الصفات الدينية في موقع أريحا في فلسطين على المنقب (جارستينج)، ويعود المبنى إلى العصر الحجري الحديث ما قبل الفخاري "ب"، وتألفت عمارة المبنى أو المعبد من مدخل برواق وستة أوتاد، وبعد المدخل يوجد باحة تحتوي على قواعد لأربعة أعمدة قامت برفع السقف، ومن ثم يوجد صالة أبعادها (6*4 م)، ولكن من خلال التماثيل الطينية التي عثر عليها خارج المدخل والمخطط العام للبناء اعتبر المبنى ذا وظيفة دينية (كوفان 1988: 55).
أما المنقبة المشهورة كنيون والتي كشفت لنا في موقع أريحا عن بناء عبارة عن غرفة كبيرة الحجم أبعادها (6*4 م)، وقد حفر في وسطها حوض فيه أثار نار في الزوايا الغرفة المركزية، كما وتم الكشف عن مذابح دائرية الشكل ذات السقوف المعقودة، وتم أيضا العثور على تمثالين نسائيين (كوفان 1988: 55)، ويتبع هذه الغرفة من ملحقات منحنيه على الجانبين يحتمل ان تكون لها أغراض دينية (ميلارت 1988 : 54).

## الأردن
موقع البيضا:
أما في الأردن فقد تم الكشف عن مباني ذات طابع عقائدي ونأتي هنا بمثال من موقع البيضا الواقع إلى الشمال من البتراء 5 كيلو متر تقريبا، وقد نقبت في الموقع كاركبرايد والتي كشفت عن مبنى مغطى ببلاطات حجرية محكمة أعطه اسم محرم (الحوراني 1998: 99).
موقع عين غزال:
```
أما موقع عين غزال والذي تميز بالمباني ذات الطابقين، إلا أن المعبد الكبير هو الذي استحق الاهتمام في بحثنا هذا، وبعد الكشف عن نظام مخطط الشكل القرية تم الكشف عن شارع مبلط (مرصوف) بالحجارة ومسور وينتهي ببناء المعبد (النمري 2002: 40- 41)، وقد تم العثور في 
موقع عين غزال
 على مجموعة من ألماني والتي يعتقد أنها على صلة بالفكر الديني (كالمعابد) وذلك في الجهة الشرقية من القرية، وكانت بعضها دائرية الشكل تختلف عن المباني الأخرى في الموقع ومطلية بالجص ومدهونة بالون الأحمر (الحوراني 1998: 100- 101).
```

## سوريا
موقع المربيط:
عبد سكان المربيط الثيران قبل غيرهم من مواقع العصر الحجري الحديث، فقد تم الكشف عن رؤوس الثيران مطمورة تحت الأرضيات، وقرونها مغروسة في أجزاء بعض المنازل وفي السوية الثانية في الموقع (كوفان 1988: 34- 35).
حيث تم الكشف عن منازل يتم التعبد فيها لعبادة الثيران وهي متشابه مع عبادات موقع شاتال هويوك في الأناضول (الحوراني 1998: 103)، والدليل على وجود المباني ذات الوظيفية الدينية أن القرابيين والتقديمات لالهة يجب أن توضع في مكان ما، فمن هنا يمكن ان المعبد كان موجودا بلا شك ولكننا بحاجة لدراسات أكثر وتنقيبات أكثر في مواقع العصر الحجري الحديث.
و لكن كما تم الذكر سابقا فأنه لعدم وجود الكتابة في هذا العصر أن التحليلات والتفسيرات ما زال يكتنفها الغموض، مما يجعلنا مربطين الأيدي حول ماهية هذه المباني وارتباطها بالمعتقدات الدينية.

## عادات الدفن وعلاقاتها بالفكر الديني
تعتبر المدافن في العصر الحجري الحديث هوية الشخص المتوفى، فمن خلال طريقة الدفن يمكن ان نتعرف على الهوية الثقافية لهذا الشخص وكذلك يمكننا من معرفة الأحوال الاقتصادية والاجتماعية والدينية والفنية، وو ذلك من خلال المرفقات الجنائزية، أذا تعتبر المدافن المفتاح المهم لحياة الأنسان القديم.
 وتصنف عادات الفن كالتالي:
•	و جدت المدافن هذا العصر داخل الحدود الداخلية للمنطقة السكنية، ولكن في مناطق متعددة، فقد وجدت المدافن تحت أرضيات الساحة بين الجدران وكانت تتم عادة فصل الرأس عن الجسم كما في موقع أريحا وأبو هريرة وعين غزال والمريبط.
•	كما تم دفن بعض الأشخاص في اكوام القمامة كما جاء في موقع أريحا وعين غزال والبيضا وبيسامون، وربما يكون السبب أن هؤلاء الأشخاص قد انتهكوا حرمة معينة أو أن لديهم أمراض معدية أو أنهم دفنوا بهذه الطريقة جاءت بالمصادفة.

•	دفن الأطفال أسفل عتبات البيوت كما هو الحال في موقع عين غزال، وتم الحديث سابقا بأن الأطفال كانت تقدم كقرابيين، وقد تم دفن الأطفال التؤام في جدران المنازل كما في موقع البيضا ويفسر العلماء ذلك إلى المرأة في ذلك العصر كانت تعاني من الآلم الولادة وعسر بمعنى صعوبة في الولادة.
•	و أكثر الوضعيات انتشارا الدفن بطريقة القرفصاء، ويعتقد أن الأنسان أخذ هذه الوضعية الطفل داخل رحم الأم، أو لأن المنطقة السكنية ضيقة وذلك لتوفير مكان لدفن.
•	تم دفن الجثث بعد نزع الجمجمة، وعثر على جماجم مطلية.
•	يتم الدفن على مرحلتين الأولى تدفن الجثة حتى تتحلل، والثانية تنزع الجمجمة وتدفن في مكان أخر، وبعض المدافن مطلية بالجص من الداخل، ولكن معظم المدافن عبارة عن حفر في الأرضيات.
```
(الحوراني 1998: 78- 83).
```

## الفنون المتعلقة بالفكر الديني
يقال: «اندمج حسن الجمال بنوازع التدين فكان التدين جمالا والجمال تدين» (النمري 2002: 69).
مارس أنسان العصر الحجري الحديث الفنون وطورها بشكل أفضل من السابق، فصنع التماثيل الحيوانية والأدمية (الانثوية والذكرية)، مع التركيز على مظاهر الخصوبة وخاصة عند أنثى (منطقة الصدر والورك)، والأعضاء التناسلية عند الذكر، وتم تصنيع هذه الدمى من الخشب والقصب والطين، وظهر الفن أيضا بأدوات الزينة التي ترتديها المرأة والرجل والمصنعة عادة من الحجارة والعظم والصلصال والأصداف والخرز، وظهر الفن الجداري التصويري في الكهوف والملاجى الصخرية أيضا عند أنسان العصر الحجري القديم.
أولا:
عثر في موقع البيضا على دمية من الطين غير المحروق تصور أنثى جالسة، ومناطق الخصوبة واضحة ومبالغ فيها، وعثر في عين غزال على دمية لأمرأة عارية فاقدة لرأسها ورجلها اليسرى، مما يوضح مكان التقائها بالجذع، وهناك دمية صغيرة دون رأس لامرأة ذات جوانب مستديرة قد تشكل حالة أخرى لتصوير المرأة الحامل، كما عثر أيضا على مجموعة من الكسر تمثل أعضاء الجسد وهي من الطين غير المحروق مثال ذلك قطعة من الطين تمثل منطقة البطن لامرأة حامل تضع اليد تحت البطن.
كما عثر في عين غزال على دمى صغيرة وبسيطة توضح ملامح الوجه وخاصة النف والعينين الضحلتين، ودمى أخرى لا يتجاوز طولها (6 سم)، وتظهر الدمى الطينية الأنثوية بحالة الوقوف على الأغلب، ولكنها وجدت أيضا بحالة القرفصاء مع التركيز على مظاهر الخصوبة عند الأنثى المتمثلة بالورك والصدر، قد كانت بعض الدمى محروقة بالكامل أو غير محروقة (الحوراني 1998: 43- 44).

تماثيل أريحا من PPNB

و تم العثور في أريحاعلى دمى طينية مصنوعة من الطين غير المحروق بلون احمر مائل للبرتقالي، مخلوط به شوائب من حبيبات صغيرة بيضاء، مشابه لدمى من موقع المنحطة، وكما عثر في موق وادي فلاح على دمى طينية أنثوية وجاءت الدمى منحوتة بشكل تجريدي، وهنالك تركيز على الأعضاء التناسلية والتي ترمز للخصوبة (عبيدات 1988: 104 – 106).
و يعتقد العلماء بأن الدمى وبشكل خاص كانت رموز الألهة، حيث يقال: «لا يكون للكون معنى إلا إذا وجد هنالك آلهة» (النمري 2002: 74).
ثانيا:
أما بالنسبة للمنحوتات الحجرية النثوية فقد تم العثور في السوية الثانية من تل الرماد الواقع في سوريا على منحوتة حجرية تشبه الشكل الأنساني، كما عثر في السوية الثالثة (أ) في المربيط على دمى أنسانية أنثوية، وقد تم الأشارة إلى الأعضاء التناسلية بحزوز، وكما وجدت الذراعين حول الصدر أما الأرجل فقد جاءت أحداها مفقودة مع تضخيم الورك والمؤخرة، أما في وادي فلاح فقد عثر على حصى تمثل أمراة، وقد أشير إلى جهازها التناسلي بخطوط (الحوراني 1998: 48- 49).
ثالثا:
المنحوتات الحجرية الذكرية تشير المنحوتات إلى طبيعة استقرار الأنسان في المجتمعات والتغير الذي طرأ على الحياة الدينية لديهو من هنا تمتع الأنسان بحسن الذوق الفني الرفيع.
أما ظهور المنحوتات الحجرية الذكرية مع الأنثوية فهيه دليل على تغير المعتقدات الدينية، وكانت الغالبية العظمى من هذه المنحوتات من موقع عين غزال في الأردن (عبيدات 1988 : 106- 108)، فقد تم العثور في موقع البسطة في الأردن على قناع من الحجارة غير المحلية ويعتقد أن استخدامه كان لغايات دينية، وعين غزال عثر على منحوتة ذات أسلوب تجريدي حيث كانت القاعدة مسطحة ومستدقة باتجاه الرقبة حيث يصبح الرأس مفقودا، أما في المواقع التركية فنصيب المرأة يفوق نصيب الرجل بالمنحوتات، ولكن المنحوتات الذكرية قد ظهرت في الألف السادس قبل الميلاد، فقد تم الكشف في شاتل هويوك عن منحوتات كبيرة تمثل زوجا رئيسا، وفي بقرص عثر على رأس ذكري مدهون بالون الأحمر، وأما اريحا فتم العثور على رأس لرجل (الحوراني 1998: 50- 53).
رابعا:

منحوتة إلهة شاتال هيوك

الدمى الحيوانية الطينية فقد عثر في الأردن في موقع البسطة على دمى من الطين المشوي والذي صنع في اليد، وفي البيضا عثر على دمى غير المحروق لتيس قرونه مفقودة وقد جسدت في عين غزال الثيران والأبقار، وفي أريحا عثر على تماثيل لدمية من الطين الصقول، وعثر على دمية لماعز وجاءت السيقان قصيرة والرقبة منحنية لأسفل (الحوراني 1998: 54- 56).
خامسا:
كما الأنسان عبد فقد عبدت الحيوانات وخاصة التي كان يخاف منها أو يستفاد منها لذلك نجد كميات لا بأس بها من الدمى الحيواني في مواقع العصر الحجري الحديث، تم العثور في البسطة على دمى حيوانية حجرية ورأس لدب من الحجارة عليه بقايا لطلاء أحمر أما الذيل فقد جاء قصير (الحوراني 1998: 57).
تماثيل عين غزال الميزة الرئيسية لهذا العصر:

كسر لمنحوتات طينية أنثوية من عين غزال

تميزت تماثيل عين غزال بالكم الهائل من الدراسات التي أجريت عليها، وعلى اعتبرها أولى التماثيل البشرية المتقنة في العالم، وهذا اكسبها المزيد من الاهتمام والدراسة والتمحيص بها.
عثر في موقع عين غزال على 23 تمثال و13 تمثال نصفي، وقد صنعت التماثيل من لفافة من القصب والأغصان الغضة تم ربطها بواسطة خيوط من القصب حيث تم تشكيل الهيكل ثم تضاض إليه القصارة.
و قد كانت التماثيل الكاملة قيرة وممتلئة السطح، وقد لونت العيون بالأبيض بدرجة أفتح من لون الجسم، وصنعت الحدقات من القطع الطباشيرية ذات اللون الأخضر المزرق أو من الأسفلت على شكل قرص.
و التماثيل النصفية تميزت بخطوط العين السفلية والأنف الذي جاء بارز وشكله اسطواني يتسع بالتدريج نحو الأسفل وهو على شكل رفيع متسع للخارج، والشفتان يفصلهما شق أفقي بسيط (الحوراني 1998: 65).

## هوامش
1. ↑  الحوراني 1998: 10- 11
2. 1 2  أبو غنيمة 2004: 207
3. 1 2  أبو غنيمة 2004: 206
4. ↑  محيسن2001: 211
5. ↑  الحوراني 1998: 12- 16
6. ↑  الحوراني 1998: 17
7. ↑  الحوراني 1998: 17 -18
8. ↑  كوفان 1988: 75